# Anthony O'Donnell
Anthony O'Donnell é um ator galês. Ganhou o prêmio London Critic's Circle Theatre Award de ator novato mais promissor na Stratford Season.

## Filmografia
| Título                              | Papel                    | Ano  | Notas       |
| ----------------------------------- | ------------------------ | ---- | ----------- |
| Being Human                         | Emrys                    | 2012 | Série de TV |
| Skyfall                             | Husband at Tube Station  | 2012 | Filme       |
| Stella                              | Dai Davies               | 2012 | Série de TV |
| Robin Hood                          | Sheriff of York          | 2009 | Série de TV |
| The Sarah Jane Adventures           | Kaagh                    | 2008 | Série de TV |
| Gavin & Stacey (BBC TV)             | Ted                      | 2008 | Série de TV |
| Death Defying Acts                  | Oily Librarian           | 2007 |             |
| The Baker                           | Rhys Edwards             | 2007 |             |
| Scoop                               | Cameo                    | 2006 |             |
| Agatha Christie: A Life in Pictures | Kenward / Hercule Poirot | 2004 | Filme       |
| O Xangô de Baker Street             | Watson                   | 2001 | Filme       |
| Dragonheart: A New Beginning        | Older Mansel             | 2000 | Dublador    |
| The Bill                            | Southwell                | 1997 | Série de TV |
| Minder                              | Big Dai                  | 1991 | Série de TV |
| The Storyteller                     | Little Man               | 1988 | Minissérie  |
| Santa Claus: The Movie              | Puffy                    | 1985 | Filme       |
| The Sweeney                         | Maurice                  | 1978 | Série de TV |
| Nuts in May                         | Ray                      | 1976 | Filme       |
| Second City Firsts                  | Mr. Purvis               | 1976 | Série de TV |